# 蒲茜兒
蒲茜兒（Serena Po，1979年8月3日—），香港女歌手及演員，Cookies組合的前成員。於2003年4月離開唱片公司，後淡出娛樂圈。

## 個人歷程
加入Cookies之前，蒲茜兒已經參演過電影《險角》。2002年加入EMI，以Cookies成員身份正式出道。2003年4月，與陳素瑩、何綺玲、區文詩、馬思恆一同退出Cookies並離開唱片公司。之後曾短暫繼續從事娛樂圈工作，包括繼續拍電影及擔任電台DJ，後逐漸淡出娛樂圈，並在2010年移民加拿大生活。於2022年宣布離婚，結束12年婚姻。育有兩女，離婚後唯一希望兩個女兒能健康快樂成長。

## 音樂作品
2002：Happy Birthday（Cookies）

2003：Merry X'mas（Cookies）

## 電影
2001：《險角》

2001：《我的野蠻同學》客串

2002：《九個女仔一隻鬼》

2003：《百分百感覺2003》

2003：《非典人生》

2003：《戀上你的床》

## 網劇
2002：《藍罐最痛》

2002：《百分百感覺》